# Aşağı Ağcakənd
Aşağı Ağcakənd (ryska: Ашагы-Агджакенд, azerbajdzjanska: Aşağı Ağcakənd, armeniska: Շահումյան, Shahumyan, Nerk’inshen, Ներքինշեն) är en ort i Azerbajdzjan.   Den ligger i distriktet Goranboj, i den centrala delen av landet, 280 km väster om huvudstaden Baku. Shaumyanovsk ligger 926 meter över havet och antalet invånare är 207.
Terrängen runt Aşağı Ağcakənd är lite bergig. Närmaste större samhälle är Qaraçinar, 6,7 km nordost om Aşağı Ağcakənd. 
I omgivningarna runt Aşağı Ağcakənd växer i huvudsak blandskog. Runt Aşağı Ağcakənd är det ganska glesbefolkat, med 32 invånare per kvadratkilometer.